# Lasse Kolstad

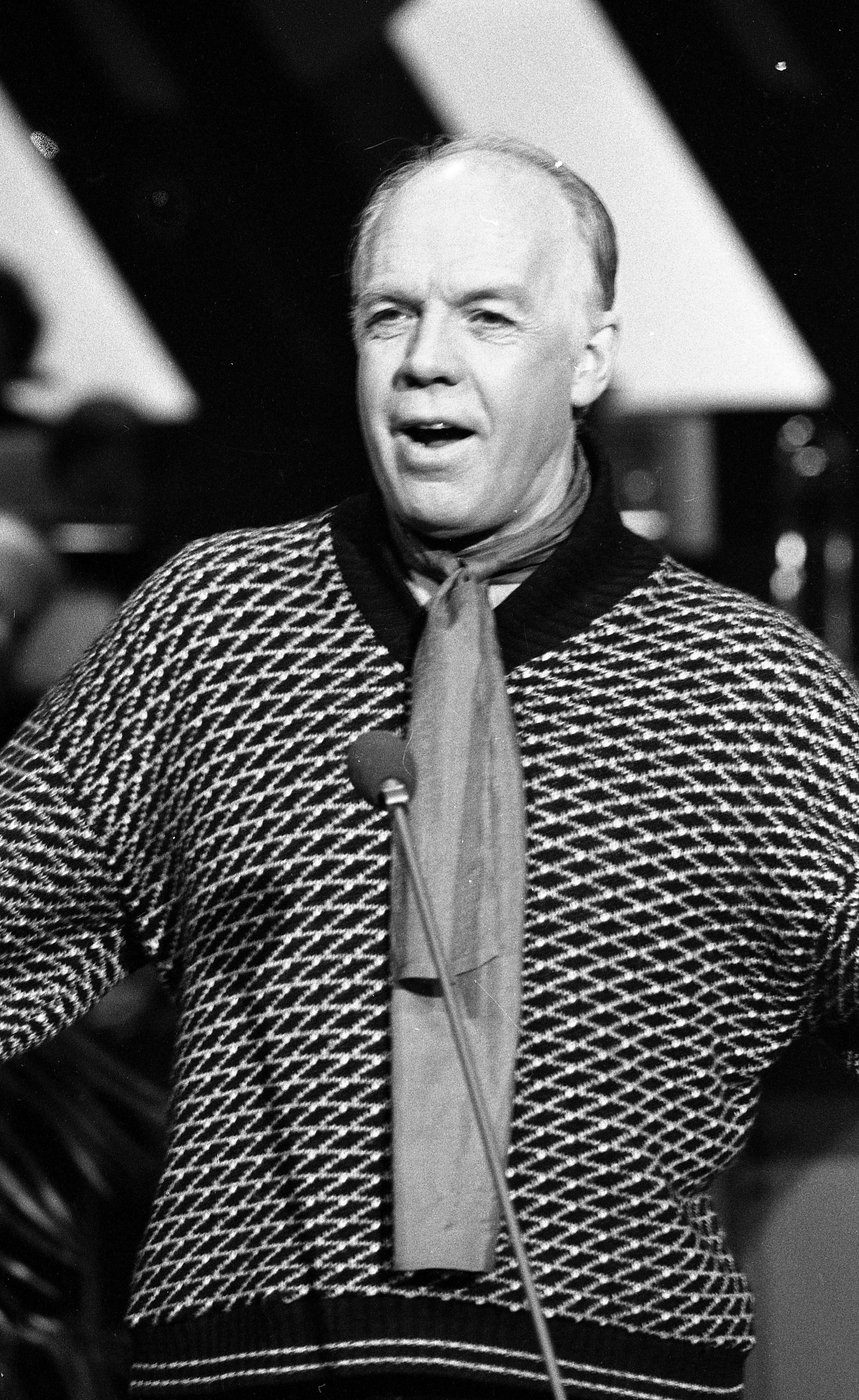
Lars „Lasse“ Kolstad (1980)

Lars „Lasse“ Kolstad (* 10. Januar 1922 in Kristiania; † 14. Januar 2012 in Oslo) war ein norwegischer Film- und Theaterschauspieler sowie Sänger. In Norwegen erreichte er auf der Theaterbühne in der Rolle als Tewje in dem Stück Der Fiedler auf dem Dach (Spelemann på taket) eine große Bekanntheit und im Radio durch die humoristische Hörspielserie, um den „berühmten kriminalistischen Detektiv“  Dickie Dick Dickens. In Film und Fernsehen wirkte als Schauspieler in vielen norwegischen Produktionen mit. Besondere Aufmerksamkeit erreichte in der Fernsehserie Skipper Worse in der Hauptrolle als Skipper Worse. Kolstad spielte im Laufe seines Lebens auch in mehreren Musicals und Theaterstücken mit, vor allem am Det Norske Teatret, wo er über 30 Jahren tätig war.

## Leben
Lasse Kolstad wuchs in Oslo gemeinsam mit seinen älteren Bruder, dem bekannten norwegischen Schauspielers Henki Kolstad auf. Er war der Sohn von Andreas Kolstad (1883–1959) und Johanne (1884–1966). Als Gymnasiast legte Kolstad 1940 in Oslo sein Abitur ab. Bei der in Norwegen traditionellen Russfeier wurde er zum Präsidenten der 'Russ' (Russepräsident) gewählt. Die Russefeier konnte er aber mit seiner Abschlussklasse dazumal nicht feiern, denn sie fiel 1940 in ganz Oslo, wegen der deutschen Besetzung komplett aus. Lasse Kolstad war von 1946 bis 1955 mit der Schauspielerin Randi Kolstad verheiratet. Nach der Scheidung heiratete 1957 die Schauspielerin Bab Christensen. Sie hatten einen gemeinsamen Adoptivsohn, Lars Michael Kolstad (* 1965), der in Norwegen bekannter Theaterschauspieler und heute der Inspizient am Den Norske Opera & Ballett ist. Kolstad verstarb am 14. Januar 2012 im Alter von 90 Jahren im Osloer Diakonhjemmet Krankenhaus Kolstad war auch insbesondere für seine markante, klangvolle Bariton-Stimme bekannt.

## Theater
Kolstad debütierte 1943 am Trøndelag Teater, wo er bis 1949 spielte. Danach wechselte er zum Centralteatret 1949–1950, anschließend zum Edderkoppen teater 1950–1952, von 1952 bis 1956 am Riksteatret und am Fjernsynsteatret (Fernsehtheater) 1965–1969 und am Det Norske Teatret 1956–1965 sowie von 1969 an, wo er bis zu seinem Ruhestand 1992 spielte. Er trat jedoch auch danach noch gelegentlich auf der Bühne in einer Vielzahl von Aufführungen auf.
Kolstad größter Erfolg am Theater dort, unter anderem sein Auftritt als Tevje in dem Musical Der Fiedler auf dem Dach (Spelemann på taket), mit 400 Aufführungen seit 1968. Beim Fjernsynsteatret (Fernseh-Theater), wo für den Norwegischen Rundfunk (NRK), die Theaterstücke für das Fernsehen produziert werden, wirkte ebenfalls mehrere Jahre mit. Besondere Bekanntheit erlangte er dort für seine Rolle als Skipper Worse in Serie mit dem gleichen Titel (siehe Filmografie). Nachdem er 1992 in den Ruhestand gegangen war, feierte er 2002, nach zehn Jahren Pause, noch einmal ein Comeback beim norwegischen Theater Det norske teatret, mit dem Musical-Theaterstück von Noël Coward Kavalkade, das auch mehrfach im norwegischen Fernsehen gezeigt wurde.
Von Kolstads bedeutsamen, klassischen Theater-Rollen, waren unter anderem seine Auftritte in dem Shakespeare-Stücken Der Sturm als Caliban und bei Macbeth die gleichnamige Titelrolle, sowie auch als Teramenes in Jean Racines Phèdre. Er spielte außerdem die Hauptrolle in Peer Gynt (1962), in den Stücken von Henrik Ibsen Ein Volksfeind Dr. Stockmann und in Die Wildente den Großhändler Konsul Werle. Er trat des Weiteren in mehreren wichtigen Rollen am Det norske teatret auf, so auch in den Aufführungen von Kaiser und Galiläer (Kejser og Galilæer) von Henrik Ibsen unter der Regie von Sam Beskow. Mit seiner kraftvollen Stimme und seiner umfangreichen Sprachbegabung, war er einer der gefragtesten Schauspieler und Sänger bei musikalischen Darbietungen am norwegischen Theater. Einer seiner größten Erfolge war der Auftritt, so unter anderem die Hauptrolle von Zorba und der Rolle des Tewje, der Milchmann (Tevje) in Anatevka (Spellemann på taket), wofür er 1968 mit den norwegischen Kritikerprisen ausgezeichnet wurde. Für das Fernsehtheater (Fjernsynsteatret) wurde er speziell für die Hauptrollen in Tore Breda Thorsen's Mini-Serie und in Alexander Lange Kiellands Skipper Worse (1968) sowie als Claudius in Det lykkelige valg (1968) ausgewählt.

### Musik und Musical
Kolstad hatte über einen längeren Zeitraum eine umfassende Karriere als Musical-Schauspieler und Sänger am Det Norske Teatret bei vielen bekannten musikalischen Darbietungen und Musicals. So bei den dortigen erfolgreichen Aufführungen zu Zorba und Der Fiedler auf dem Dach (Spellemann på taket), erhielt er in Paul Burkhard-Stück, die Hauptrolle als Robert in Oh, mein Papa! (1958), Bruno und sersjanten („Bruno und der Sergant“), in Tingel Tangel i natt („Tingel, Tangel in der Nacht“, 1959), sowie mehrere Aufführungen zusammen mit Astrid Folstad, die ebenfalls auch auf EPs veröffentlicht wurden. Weitere Rollen hatte er auch in Richard Rodgers und Hammersteins Oklahoma (1960), und als Gustav Snekkersveen in Alf Prøysens Stück Trost i taklampa („Trost im Licht“, 1963).
Kolstad hatte ebenso viele musikalische Auftritte im Theater, Kabaretts, Revuen und Shows, so auch als in „Jacques Brel er her i kveld og bur bra i Paris“ bzw. Jacques Brel Is Alive and Well and Living in Paris („Jacques Brel ist sicher und lebt in Paris“, mit 148 Aufführungen von 1975 und eine Doppel-Langspielplatte), Evert-Taube-Aufführungen Så lenge skuta kan gå („So lange wie das Schiff weiterfahren kann“, von 1978, 211 Aufführungen und mit einer Doppel-LP), bei Snart gryr ein morgon! („Bald dämmert es im Morgen“, 1982) und Stephen-Sondheim-Kabarett Send inn ein klovn! (Send In The Clowns – Ballads Of, 1984).
In mehreren Theaterhäusern hatte er auch eigene Solo-Auftritte in mehreren Hauptszenen hatte und Hauptrollen wie z. B. Cabaret Becaud und bei Bentein Baardsons Inszenierungen der Dreigroschenoper.
Kolstads Platten-Karriere wird meist mit vielen Auftritten in Musicals und Kabarett verbunden, aber er hatte auch mehrere gemeinsame Veröffentlichungen mit Robert Levins Orchester und mit Kristian Hauger sowie Gunnar Kaspersen mit den Titeln «En liten ridetur på pappas kne» und «Kykeliky» (1953). Weitere gemeinsame Plattenaufnahmen entstanden mit Botten Soot und Sølvi Wang zu «Barna i fjøset» (1973). Des Weiteren mehrere auch Singles mit den Liedern «Jeg har en pike»/«Vil du hilse der hjemme» und nostalgische Lieder, wie «Windjammer» sowie die Titel «Christian Radich»/«Hils fra meg der hjemme» (1974). Er beteiligte sich auch mehreren Kinderlieder-Aufzeichnungen, so fünf Schallplatten (1950–1963) und die LP Tubaen Tobby/Tubaen Tobby på sirkus (1970).
Sein Schallplatten-Debüt hatte Kolstad 1949 mit den Liedern «Gammeldags», «I'm Strictly on the Corny Side», «Sjømannstrall» und «Så juger vi litt». In der weiteren Folge wurden noch viele mehrere Musikstücke von ihm auf LP und EP veröffentlicht.

## Film, Fernsehen und Radio
Im Film debütierte Kolstad 1953 in Nils R. Müllers Skøytekongen und hatte erst 1973 seine erste Hauptrolle in dem Film Kanarifuglen sowie seine zweite 1974, in dem Thriller Bortreist på ubestemt tid (auch bekannt unter: Gone until further notice; Regisseur Pål Bang-Hansen).
Neben seinen Auftritten im Fernseh-Theater, debütierte Kolstad 1981 in der norwegischen Comedy-Serie Fleksnes, wo er in der Episode Dobbeltgjengeren („Doppelgänger“) eine Hauptrolle spielte. Des Weiteren hatte er auch eine wichtige Rolle in der schwedischen Science-Fiction-Serie SK 917 har nettopp landet (1984). Im norwegischen Fernsehen TV 2, war für viele bekannt, als der unverwechselbare Geschichten-Erzähler bei der Weihnachtsserie The Julekalender (1994).
In den frühen 1960er Jahren hatte Kolstad, gemeinsam mit Sverre Hansen, in der Rolle des Erzählers bei in der auch in Norwegen berühmten Radio-Hörspiel-Serie zu Dickie Dick Dickens. Die Hörspiel-Serie wurde bereits mehrfach wiederholt beim NRK-Radio, zuletzt 2007. Kolstad war auch an vielen anderen wichtigen norwegischen Film- und Fernsehproduktionen als Schauspieler beteiligt.

## Filmografie (Film und Fernsehen)
Film
- 1951: Dei svarte hestane als Bauernjunge
- 1953: Skøytekongen als Hans Hellemo
- 1958: Windjammer: The Voyage of the Christian Radich
- 1961: Hans Nielsen Hauge als Lensmann Ole Nielsen
- 1961: Bussen als Lars
- 1973: Kanarifuglen als Personalchef
- 1973: Jungelboken als Baloo (norwegischer Synchronsprecher)
- 1992: Flaggermusvinger als Per, der neue Kaplan
- 1979: Olsenbanden og Dynamitt-Harry mot nye høyder als Roy, Handwerker
- 1979: Fru Inger til Østråt als Olav Skaktavl
- 1973: Robin Hood als Little John (norwegischer Synchronsprecher)
- 1974: Insel am Ende der Welt (The Island at the Top of the World) als Erik
- 1974: Bortreist på ubestemt tid als Martin
- 1996: Jetzt oder nie! (Sånt är livet, norwegisch-schwedischer Film) als norwegischer Priester
- 2003: Olsenbanden Junior går under vann als Rudolf Bollerud

Fernsehserien
- 1981: Fleksnes (Fleksnes Fataliteter) – in der Episode Dobbeltgjengeren als Polizist
- 1984: SK 917 har nettopp landet als Amund Aune, Direktor
- 1994: The julekalender als Geschichtenerzähler

Auftritte im Fernsehen
- 1983: Hylands hörna
- 2002: Først & sist

Fernseh-Theater
Im norwegischen Fernsehen NRK wurde von 1960 bis 1990 Fernsehtheater (Fjernsynsteatret) gesendet, als ein eigenes Sendeformat, wo auch Kolstad regelmäßig mitwirkte.
- 1968: Det lykkelige valg als Celius (1968)
- 1968: Skipper Worse als Skipper Worse (fler episoder) (1968)
- 1970: Selma Brøter als erster Pensionär (1970)

Computerspiel
- 1999: Videospiel: The Longest Journey (Stimme zu Baumgeist/alter Drachen)
- 1999: Videospiel: Sly Cooper (Synchronsprecher zu Mugshot und Bison)

## Bühnenauftritte im Det Norske Teatret
- 1950: Teaterbåten als Joe
- 1960: Oklakoma als Curly Mc Clain
- 1960: Phèdre (Fedra) als Teramendes
- 1962: Peer Gynt als Peer
- 1963: Trost i taklampa als Gustav Snekkersveen
- 1968: Der Fiedler auf dem Dach (Spelemann på taket) als Tewye
- 1992: Tolvskillingsoperaen 92 als J. J. Peachum
- 1970: Mannen frå La Mancha als Don Quichotte
- 1973: Ein Volksfeind (En folkefiende) als Dr. Stockmann
- 1973: Zorba als Zorba
- 1977: Macbeth als Macbeth
- 1978: Så lenge skuta kan gå
- 1979: Vertshuset Haren og Hauken als Bellmann
- 1983: Ein månad på landet als Ignatij Spigelski
- 1985: Cats als Profetikus
- 1987: Spelemann på taket als Tevje
- 1991: Antigone 1991 als Korførar
- 1992: Frå Steinrøysa til Broadway
- 1995: Kirsebærhagen als Firs
- 2002: Musical Musikal

## Diskografie
- 1958: Windjammer (Columbia/CBS USA, 1958) Originalsoundtrack
- 1959: Tingel Tangel i natt (HMV) Originalcast, EP
- 1968. Spelemann på taket (NorDisc) Norwegischer Originalcast, Mini-LP
- 1970: Mannen få La Mancha (Triola) Norwegischer Originalcast
- 1970: Tubaen Tobby/Tubaen Tobby på sirkus (Lunde)
- 1973: Elefantgutten (Polydor) Studiocast
- 1973: Jungelboken (Disneyland) Studiocast
- 1974: Robin Hood (Disneyland) Norwegischer Soundtrack
- 1975: Jacques Brel er her i kveld og bur bra i Paris (Polydor) Norwegischer Originalcast 2 LPs
- 1977: Dommerens hus (Philips) Studiocast
- 1979: Så lenge skuta kan gå (Polydor) Originalcast, 2 LPs
- 1981: Henning Hane og gjengen hans (Polydor) Studiocast
- 1985: Cats (Det Norske Teatret) Norwegischer Originalcast

## Auszeichnungen
- 1968: Kritikerprisen (Norwegen) Teaterkritikerprisen für die Rolle als Tevje in Spelemann på taket.
- 1972: Kongens fortjenstmedalje (Königliche Verdienstmedaille) in Gold
- 2004: Aksel Waldemars minnepris